# El Gran Silencio
El Gran Silencio est un groupe de rock mexicain, originaire de Monterrey. Il mêle une variété de rock, de reggae, de dancehall et de hip-hop avec des musiques traditionnelles latino-américaines telles que la cumbia, le vallenato et le norteño.

## Biographie
Le groupe est formé à Unidad Modelo, Monterrey par les frères Tony et Cano Hernández en 1993. À l'origine appelé La Zona del Silencio, il comprend une batterie et une guitare,,. Après avoir trouvé un groupe du même nom, ils décident de le changer pour El Gran Silencio, influencé par une chanson de Rodrigo « Rockdrigo » González, un chanteur et compositeur décédé dans le séisme de 1985.

## Style musical
El Gran Silencio est considéré unique sur la scène mexicaine en raison de ses influences et de ses fusions (hip-hop, reggae, norteño, cumbia, rock 'n' roll, polka, huapango et vallenato),. Son influence la plus grande et la plus constante réside dans les rythmes latinos traditionnels avec la présence de l’accordéon,. Le groupe considère jouer du « freestyle norteño popular », mais le fondateur, Tony Hernández, associe souvent son style au rock, arguant que le rock montre que le mélange est possible pour garder l'essence rebelle d'origine,.

## Membres

### Membres actuels
- Tony Hernández - chant, guitare
- Cano Hernández - chant, guitare
- Isaac « Campa » Valdéz - accordéon
- Iván Monsivais - batterie
- Wiwa Flores - basse

### Anciens membres
- Palmas Martínez - percussions
- Fernando Alvarado - trombone
- Juanki Sandoval - trompette

## Discographie
- 1996 : Dofos (cassette)
- 1998 : Libres y locos (EMI)
- 2001 : Chúntaros Radio Poder (EMI)
- 2003 : Super Riddim Internacional Vol.1 (EMI)
- 2006 : Comunicaflow Underground (EMI)
- 2008 : Vi/Vo (double album live)
- 2010 : Revolusound contra Systema
- 2016 : Warning Danger Riot Time (EP)